# Vallecito
Vallecito est une census-designated place située dans le comté de Calaveras dans l'État de Californie, aux États-Unis.
Elle est enregistrée comme le California Historical Landmark no 273.

## Démographie
| 2000 | 2010 | - | - | - | - |
| ---- | ---- | - | - | - | - |
| 427  | 442  | - | - | - | - |